# 장화 신은 고양이 (2011년 영화)
장화 신은 고양이(Puss in Boots)는 드림웍스 애니메이션에 의해 개봉된 컴퓨터 애니메이션 코미디 영화이다.

## 줄거리
장화 신은 고양이는 스페인어를 구사하는 의인화된 고양이로, 그의 상징적인 장화 한 켤레 때문에 이름이 붙었다. 법의 추적을 받는 도망자 신세인 장화 신은 고양이는 잃어버린 명예를 되찾으려 한다. 어느 날 밤, 그는 살인적인 무법자 부부인 잭과 질이 오랫동안 찾아 헤매던 마법의 콩을 가지고 있다는 것을 알게 되는데, 이 콩은 전설에 따르면 귀중한 황금 거위 알이 들어 있는 거인의 성으로 그를 인도할 수 있다. 장화 신은 고양이가 그들의 은신처에서 콩을 훔치려 할 때, 키티 소프트포스라는 암컷 고양이가 방해한다. 그녀는 험티 알렉산더 덤티에게 고용되어 콩을 훔치려 했는데, 험티는 말을 하는 달걀이자 장화 신은 고양이의 오래된 소꿉친구로, 둘 다 산 리카르도 고아원에서 자랐다. 장화 신은 고양이는 키티에게 자신의 기원을 들려준다. 험티가 십대 때 실패한 은행 강도 사건에 그를 속여 협력하게 한 이후로 장화 신은 고양이는 법의 추적을 받아왔다. 험티는 결국 장화 신은 고양이를 설득하여 콩을 찾아 황금 알을 회수하는 데 동참하게 한다.
장화 신은 고양이와 키티의 관계는 로맨틱하게 발전하고, 험티에 대한 장화 신은 고양이의 초기 원한에도 불구하고 그는 서서히 험티에게 마음을 연다. 트리오는 잭과 질에게서 콩을 훔쳐 사막에 심는다. 그들은 콩나무를 타고 구름 속으로 올라가 얇은 공기 때문에 높은 목소리로 말하며 거인의 성에 들어간다. 그곳에서 험티는 장화 신은 고양이에게 거인이 오래전에 죽었다는 것을 밝히지만, 그들은 황금 거위와 황금 알을 지키는 "대공포"를 피하는 데 성공한다. 그들은 곧 황금 알이 너무 무겁다는 것을 깨닫고 미니어처 황금 알을 낳는 황금 거위를 훔치기로 결정한다. 그들은 성을 탈출하고 콩나무를 베어 넘어뜨린다. 축하 후, 일행은 잭과 질에게 기습당하고 장화 신은 고양이는 의식을 잃는다.
정신을 차린 장화 신은 고양이는 험티와 키티가 납치되었다고 생각하고 잭과 질의 마차를 따라 산 리카르도로 돌아간다. 그곳에서 그는 납치가 꾸며진 일이었다는 것을 알게 된다. 잭, 질, 그리고 키티는 모두 험티를 위해 일하고 있었는데, 험티는 실패한 은행 강도 사건 때 자신을 버려두고 체포되게 한 장화 신은 고양이에 대한 복수를 꾀하고 있었다. 장화 신은 고양이는 마을 민병대에게 둘러싸이고 양어머니인 이멜다의 간청에 따라 자수한다. 장화 신은 고양이가 감옥으로 끌려가는 동안, 험티는 마을 사람들에게 황금 알의 부를 가져다준 영웅으로 칭송받는다.
감옥에서 장화 신은 고양이는 앤디 "잭" 빈스토크를 만나는데, 잭은 험티가 몇 년 전 감방을 공유했을 때 자신에게서 콩을 훔쳤다고 밝힌다. 잭은 장화 신은 고양이에게 대공포는 황금 거위의 어머니이며, 아기를 구하기 위해 수단과 방법을 가리지 않을 거대한 새라고 경고한다. 장화 신은 고양이는 대공포를 유인하여 산 리카르도를 파괴하려는 것이 험티의 의도였다는 것을 깨닫는데, 그는 자신을 감옥에 가둔 마을에 대해 원한을 품고 있었다.
키티는 장화 신은 고양이를 감옥에서 풀어주고 사과하며 그에 대한 자신의 감정을 드러낸다. 장화 신은 고양이는 제시간에 험티를 찾아내고 산 리카르도를 파괴로부터 구하는 데 도움을 주어 자신을 속죄하도록 설득한다. 새끼 거위를 미끼로 사용하여 장화 신은 고양이와 험티는 대공포를 마을에서 멀리 유인할 수 있었다. 키티의 도움으로 그들은 추격 중에 새끼 거위를 훔치려는 잭과 질의 시도도 저지한다. 일행이 마을 외곽에 도착했을 때, 험티와 새끼 거위는 무너지는 다리에서 떨어지지만 장화 신은 고양이가 잡고 있는 밧줄에 매달린다. 장화 신은 고양이가 둘 다 구할 수 없다는 것이 명백해지자, 험티는 스스로 손을 놓아 희생한다. 치명적인 충격 후, 장화 신은 고양이는 험티의 껍질 아래에 커다란 황금 알이 있다는 것을 발견한다. 대공포는 새끼 거위와 재회하고, 험티의 황금 알을 가지고 구름 속 집으로 돌아간다.
산 리카르도를 구한 영웅으로 마을 사람들에게 칭송받음에도 불구하고, 장화 신은 고양이는 여전히 민병대의 눈에는 도망자이다. 그는 이멜다와 재회하는데, 이멜다는 장화 신은 고양이가 키티와 함께 도망치기 전에 그에 대한 자부심과 사랑을 표현하고, 키티는 장난스럽게 그의 장화를 훔친다. 에필로그에서는 잭과 질이 부상에서 회복하고 있으며, 다시 복원된 험티는 황금 알 의상을 입고 대공포의 등에서 새끼 거위와 함께 춤을 추고 있으며, 장화 신은 고양이와 키티는 입을 맞춘다.

## 출연

### 주연
- 안토니오 반데라스
- 셀마 헤이엑
- 자흐 갈리피아나키스

### 조연
- 빌리 밥 손튼
- 에이미 세다리스
- 콘스탄스 마리
- 기예르모 델 토로
- 리치 디에틀
- 라이언 크레고
- 톰 휠러
- 콘래드 버논
- 톰 맥그라스
- 밥 조엘스
- 라티파 오아우
- 크리스 밀러
- 제시카 슐트
- 마이크 미첼
- 니나 베리
- 레베카 데이비스
- 로베르토 도나티
- 서지오 브루나

## 기타
- 협력프로듀서: 톰 제이콤
- 프로덕션매니저: 필립 M. 코엔
- 프로덕션매니저: 켈리 쿠니
- 프로덕션매니저: 앤드류 홀츠
- 프로덕션매니저: 크리스찬 로델

## 대한민국 주요 배역
- 이봉준 - 고양이
- 이영아 - 키티
- 전광주 - 험티
- 정승욱 - 잭
- 이계윤 - 질
- 임은정 - 이멜다
- 손종학 - 부대장